# Hanayori Dango
Hanayori Dango (花より男子?, Hana yori dango, lett. "Ragazzi anziché fiori"), spesso abbreviato in "HanaDan" (花男?), è un manga shōjo scritto e disegnato da Yōko Kamio, pubblicato in Giappone sulla rivista Margaret di Shūeisha dall'ottobre 1992 al settembre 2003. In Italia è stato pubblicato da Planet Manga (Panini Comics) dal luglio 2002 al luglio 2006.
Dal manga è stato tratto un anime di 51 episodi, prodotto da Toei Animation e andato in onda in Giappone su TV Asahi tra il settembre 1996 e l'agosto 1997; in Italia è stato trasmesso, con il titolo Mille emozioni tra le pagine del destino per Marie-Yvonne, su Italia Teen Television nell'estate 2004. Tra il 1994 e il 1998 sono uscite delle light novel, mentre l'8 marzo 1997 è uscito un mediometraggio d'animazione. Dalla serie sono stati tratti anche diversi live action, tra cui un film giapponese nel 1995, un dorama taiwanese che prende il nome di Liu xing hua yuan tra il 2001 e 2002, una serie TV giapponese omonima tra il 2005 e 2007 a cui ha fatto seguito il film nel 2008, un serial TV sudcoreano chiamato Kkotboda namja nel 2009, una serie TV cinese nel 2018 e thailandese nel 2021 e 2022.
Il titolo della serie è un omofono del proverbio giapponese hana yori dango (花より団子? "dango anziché fiori"), che significa "curarsi più delle cose materiali che di quelle dello spirito", nato come commento scherzoso sul fatto che la gente va allo hanami per mangiare dango e bere sakè, più che per ammirare i ciliegi in fiore.
Nel 1995 l'opera ha vinto il Shogakukan Manga Award nella categoria shōjo e, con oltre 61 milioni di copie vendute al 2015, è il manga shōjo più venduto al mondo.

## Trama
Tsukushi Makino (Marie-Yvonne Tudor, nell'adattamento italiano dell'anime) è una ragazza di bassa estrazione sociale che per volontà dei genitori s'è iscritta in una prestigiosa scuola privata d'istruzione superiore, la celebre Eitoku, la quale si rivolge nella stragrande maggioranza dei casi ai figli delle famiglie più facoltose dell'alta borghesia. La ragazza ha subito grosse difficoltà ad inserirsi nel nuovo ambiente, così estraneo per lei, non sopportando l'eccessiva importanza data ai soldi e agli articoli griffati, che mostrano d'aver i suoi compagni, ma soprattutto a causa del diffuso bullismo. Tra gli studenti spiccano gli F4 ‒ o Flower Four ‒, quattro ragazzi considerati tra i più belli, ricchi e potenti; l'influenza delle loro famiglie (principali finanziatrici dell'accademia) è tale da incutere timore anche agli insegnanti che, per non perdere il posto di lavoro, nulla fanno di fronte ai loro comportamenti da bulli nei confronti degli altri; nel particolare, i quattro scelgono una vittima ben precisa attaccando un cartellino rosso all'armadietto di questa come avviso, e da quel momento, chiunque trovi il cartellino riceverà ogni sorta di angherie da parte degli altri studenti.
Un giorno una delle compagne di classe di Tsukushi, una delle poche con cui ha legato, inciampa cadendo dalle scale e si scontra nientemeno che con Tsukasa Domyoji (Thomas Dolber), il leader degli F4 e celebre testa calda. Nonostante le dovute scuse immediatamente porte, Tsukasa maltratta e insulta la ragazza, impaurita dai suoi modi. È allora che Tsukushi, finora rimasta in silenzio per passare giornate tranquille dentro quella scuola, difende la sua amica e ribatte a Tsukasa come nessuno aveva fatto mai. La conseguenza, com'era da prevedersi, è il famoso cartellino rosso attaccato all'armadietto di Tsukushi con la promessa degli F4 di renderle la vita un vero e proprio inferno, facendola perseguitare praticamente dall'intero corpo studentesco. Sconfessata, maltrattata e vittima di scherzi atroci, tutti le volgono le spalle per paura di subire la stessa sorte. Ma è proprio questo che permette a Tsukushi di uscire dal guscio in cui si era rintanata, mostrando d'ora in poi di che pasta è fatta veramente; perfino il suo nome è un rimando al suo carattere forte e deciso: "tsukushu" è difatti l'erba comune che cresce ai margini delle strade, quella che anche se calpestata finisce poi col ricrescere sempre, a dispetto di tutto e di tutti.
Tsukushi però trova stranamente supporto dal più riservato e solitario degli F4, Rui Hanazawa (Rupert Atkins), tanto che lei finisce per innamorarsene ancora di più. Grazie a questo, Tsukushi entra via via nella cerchia più intima del gruppo e ben presto i quattro ragazzi iniziano a nutrire un'ammirazione nei suoi confronti sia per la sincerità e schiettezza che per la forza di carattere. Così, dai suoi più acerrimi nemici, divengono in suoi più cari amici. Sebbene Tsukasa fosse stato quello che più di tutti le ha creato problemi, col passare del tempo e arrivando a conoscerlo un po' meglio, Tsukushi inizia ad apprezzare anche gli altri suoi lati e riesce anzi ad influenzare positivamente la sua indole apparentemente così scontrosa e ostile: da un certo momento in poi, Tsukasa incomincia a far di tutto per conquistare il cuore di Tsukushi, corteggiandola assiduamente in un modo tutto suo giorno dopo giorno e sempre con nuove trovate.
Con il progredire degli eventi, Tsukushi attraversa numerosi ostacoli dovuti, da una parte alla situazione economica precaria della sua famiglia, e dall'altra al rapporto amoroso che sviluppa con Tsukasa, la cui madre si oppone fortemente all'unione del figlio erede di uno dei gruppi finanziari più potenti al mondo con una ragazza di così bassa classe sociale.

## Personaggi

### Personaggi principali
Tsukushi Makino (牧野 つくし?, Makino Tsukushi, Marie-Yvonne Tudor nell'edizione italiana dell'anime)
Doppiata da: Maki Mochida (ed. giapponese), Marcella Silvestri (ed. italiana)
È una ragazza della piccola borghesia, leale e altruista. Non sopporta le persone viziate e il servilismo; si adopera sempre per superare le difficoltà con le proprie forze e di aiutare gli altri. Per difendere un'amica dall'ira di Domyoji, si ritrova contro l'intera scuola aizzata dagli F4. Inizialmente indecisa, tira fuori un carattere e una determinazione decisamente fuori dal comune, riuscendo addirittura a far innamorare di lei l'impetuoso Domyoji e non solo. La loro relazione, passata gradualmente dall'odio all'amore più profondo, è un continuo tira e molla per via dei loro caratteri contrastanti e delle difficoltà incontrate con le famiglie. Tuttavia resiste fino alla fine, lasciando presagire un matrimonio.
Tsukasa Domyoji (道明寺 司?, Dōmyōji Tsukasa, Thomas Dolber nell'edizione italiana dell'anime)
Doppiato da: Naoki Miyashita (ed. giapponese), Patrizio Prata (ed. italiana)
È un ragazzo, erede dell'impero familiare con un patrimonio totale di diverse centinaia di miliardi. Cresciuto in un ambiente privo di affetto (ad eccezione del rapporto che lo lega alla sorella) è egoista e spesso preda di una rabbia incontrollabile che sfoga su chiunque gli capiti sotto tiro. Arrogante e dispotico, dopo aver fatto conoscenza con Tsukushi, rivela però il suo lato più dolce e comprensivo e si dimostra capace di ogni cosa pur di proteggere la persona che ama. Nel corso degli eventi si innamora perdutamente di Tsukushi, arrivando perfino a mettersi in pericolo per lei. La ragazza però non è una persona facile e Tsukasa prima di essere ricambiato, dovrà ammorbidire la sua natura e dimostrare più volte il suo amore, contrastando i vari problemi insorti dalle loro numerose differenze.
Rui Hanazawa (花沢 類?, Hanazawa Rui, Rupert Atkins nell'edizione italiana dell'anime)
Doppiato da: Kōji Yamamoto (ed. giapponese), Simone D'Andrea (ed. italiana)
È un ragazzo all'apparenza apatico e riservato, passa spesso del tempo da solo sulla scala antincendio della scuola o a dormire. Componente dei soprannominati F4, la sua famiglia è una delle più ricche, ma sembra non trarre vantaggio da ciò. Lui assieme ad Akira e Sojiro sono i più cari amici di Domyoji. Taciturno ma sensibile, è il primo amore di Tsukushi. È innamorato da sempre di Shizuka, ma Tsukushi fa presto breccia nel suo cuore. Diventa gradualmente uno dei più cari amici della ragazza e il suo principale sostegno nei vari problemi che incontra; paradossalmente proverà qualcosa nei suoi confronti quando lei ammette a se stessa di amare invece Domyoji.
Sojiro Nishikado (西門 総二郎?, Nishikado Sōjirō, Nathan Montgomery nell'edizione italiana dell'anime)
Doppiato da: Yoshihiko Akaida (ed. giapponese), Luca Bottale (ed. italiana)
È un ragazzo arguto e pacato, trascorre il tempo a sedurre quante più donne possibili, prediligendo le giovani e ancora vergini, ma non desidera compromettersi sentimentalmente. Secondo di tre fratelli, la sua famiglia ricca, seconda solo ai Domyoji, vanta una lunga tradizione della cerimonia del tè. All'interno degli F4, cerca di mantenere la pace a causa degli scatti d'ira di Tsukasa. Nonostante passi le notti con una donna sempre diversa, non prova amore per nessuna se non per una sua amica d'infanzia, Sara, che a causa di una promessa infranta non vede da tempo; quando si rincontrano entrambi capiscono di aver perso l'occasione al tempo e rimangono soltanto buoni amici.
Akira Mimasaka (美作 あきら?, Mimasaka Akira, Alexander Motters nell'edizione italiana dell'anime)
Doppiato da: Yōta Mochizuki (ed. giapponese), Nicola Bartolini Carrassi (ed. italiana)
È un ragazzo allegro e dotato di buon senso. Consapevole che al momento giusto sarà costretto a contrarre un matrimonio per interesse visto l'elevato status sociale della famiglia, vive con passione ogni giorno cambiando spesso donna, con la preferenza verso quelle più mature e sposate. Fratello maggiore di due gemelline, sua madre è giovanissima tanto che la scambiano per sua sorella. Sa fare le faccende domestiche e all'interno degli F4 assieme a Sojiro cerca di tenere a bada l'eccessiva irruenza di Tsukasa.

### Personaggi secondari
Shizuka Todo (藤堂 静?, Tōdō Shizuka, Giselle LaRoche nell'edizione italiana dell'anime)
Doppiata da: Keiko Imamura (ed. giapponese), Elda Olivieri (ed. italiana)
È una ragazza di bell'aspetto e talentuosa. È legata sin dall'infanzia agli F4 nonostante sia più grande di due anni, in particolar modo a Rui. Sa suonare il pianoforte e fa balletto a livello professionale, ha una licenza nautica internazionale ed è stata selezionata come "Miss Teen of France". È una donna perfetta in termini di aspetto, educazione e personalità. Figlia della ricca famiglia Todo, ha anche lavorato come ragazza-copertina mentre era iscritta all'Università all'Eitoku, ma per realizzare il suo sogno di aiutare i poveri, ha lasciato casa e si è recata in Francia per diventare un avvocato. Rui Hanazawa ha sempre avuto una cotta per lei e quando ha iniziato a studiare all'estero l'ha raggiunta e hanno vissuto un periodo insieme.
Yuki Matsuoka (松岡 優紀?, Matsuoka Yūki, Susy nell'edizione italiana dell'anime)
Doppiata da: Kanako Tobimatsu (ed. giapponese), Elisabetta Spinelli (ed. italiana)
È la migliore amica di Tsukushi fin dalle medie. Come lei, proviene da un'umile famiglia ma frequenta un liceo pubblico. Ha un carattere molto dolce, a volte ingenua e lavora part-time insieme a Tsukushi in una pasticceria. Sogna l'amore e, dopo un fidanzato che in realtà non era affatto interessato a lei, trova in Nishikado il suo desiderio e fa di tutto per compiacerlo, aiutandolo perfino a scoprire il mistero del suo primo amore. I due avranno poi soltanto un rapporto sessuale che non sfocia in nessuna relazione sentimentale, ma Yuki rimane lo stesso grata della vicinanza di Nishikado.
Kazuya Aoike (青池 和也?, Aoike Kazuya, David nell'edizione italiana dell'anime)
Doppiato da: Yōji Ietomi (ed. giapponese), Davide Garbolino (ed. italiana)
È un amico d'infanzia di Tsukushi. Di carattere buono, è innamorato di Tsukushi ma lei non se ne rende conto e lo tratta da un buon amico. Figlio di contadini, la sua famiglia per via della bolla fondiaria è improvvisamente entrata nella classe superiore, riuscendo a diventare in poco tempo molto ricca. All'inizio Domyoji si dimostra geloso della sua vicinanza con Tsukushi e lo rende vittima di bullismo non appena si trasferisce all'Eitoku, ridicolizzandolo e trattandolo da poveraccio.
Sakurako Sanjo (三条 桜子?, Sanjō Sakurako, Sandrine nell'edizione italiana dell'anime)
Doppiata da: Rumi Shishido (ed. giapponese), Alessandra Karpoff (ed. italiana)
È una ragazza dall'aspetto bello e aggraziato. Frequenta l'Eitoku, e ha vissuto in Germania fino all'entrata alle superiori. Di famiglia ricca, ha perso i suoi genitori in un incidente aereo anni fa e ora vive con l'eredità dei suoi nonni. La sua dolcezza e innocenza è soltanto una maschera, visto che in realtà è una tipa sveglia, con esperienza e sfacciata che non esita ad affrontare chi le va contro. Il suo segreto più grande è che ha fatto ricorso alla chirurgia plastica al volto perché da bambina è stata definita "brutta"; questa sua insicurezza la porta a giudicare tutte le altre donne come brutte. Le piace Tsukasa fin dall'asilo, ma dopo che lui l'ha chiamata "brutta" gli giura vendetta negli anni a venire. S'avvicina così a Tsukushi per metterla in cattiva luce agli occhi di Tsukasa, ma non ci riesce e anzi si schiera dalla sua parte e diventa una sua cara amica quando la ragazza la difende dalle accuse di essersi rifatta mosse dalle compagne di scuola.
Shigeru Okawahara (大河原 滋?, Okawahara Shigeru, Samantha Ormaker nell'edizione italiana dell'anime)
Doppiata da: Emika Satō (ed. giapponese), Debora Magnaghi (ed. italiana)
È una ragazza allegra e simpatica. Ricca ereditiera della Okawahara Corporation, un grande conglomerato petrolifero, frequenta una prestigiosa scuola privata come l'Eitoku, l'Eirin. La madre di Tsukasa la vorrebbe come moglie del figlio, con lo scopo di separarlo da Tsukushi, e organizza un incontro di matrimonio combinato. Inizialmente non prova niente per Tsukasa, giudicandolo antipatico e maleducato, ma poi ne rimane attratta e ci si fidanza sul serio quando lui e Tsukushi si lasciano per un periodo. Stringe amicizia anche con Tsukushi e quando capisce che Tsukasa ama solo lei, si fa da parte e li aiuta a superare gli ostacoli durante gli eventi che si susseguono. Diventa un'ottima amica anche con Sakurako.
Yuriko Asai (浅井 百合子?, Asai Yuriko, Elis), Erika Ayuhara (鮎原 えりか?, Ayuhara Erika, Amanda) & Minako Yamano (山野 美奈子?, Yamano Minako, Ingrid nell'edizione italiana dell'anime)
Doppiate da: Yoshiko Shimizu, Sahori Kajikawa e Nami Satō (ed. giapponese), Roberta Gallina Laurenti, Emanuela Pacotto e Patrizia Mottola (ed. italiana)
Sono tre ragazze prepotenti e maligne che frequentano l'Eitoku. Ricche e viziate, puntano a sposare ragazzi altrettanto ricchi e importanti. Sono ostili nei confronti di Tsukushi che giudicano inferiore a loro. Tutte e tre si divertono a sminuire i deboli della scuola e prenderli di mira.
Chieko Makino (牧野 千恵子?, Makino Chieko)
Doppiata da: Rumi Watanabe (ed. giapponese), Marina Thovez (ed. italiana)
È la madre di Tsukushi. In casa è lei che amministra le spese in famiglia e ha un carattere determinato. Spinge Tsukushi a iscriversi come scuola superiore all'Eitoku, nonostante non possano permetterselo economicamente, in modo da farle trovare qualcuno dell'ambiente con un ricco patrimonio da sposare e vivere una vita agiata. Durante il corso degli eventi, a causa dei ripetuti licenziamenti del marito, lei e la famiglia sono costretti a trasferirsi e traslocare numerose volte in case poco confortevoli.
Haruo Makino (牧野 晴男?, Makino Haruo)
Doppiato da: Nobuaki Suzuki (ed. giapponese), Guido Rutta (ed. italiana)
È il padre di Tsukushi. Di carattere remissivo e accondiscendente a tutto ciò che dice la moglie, sia lui che lei desiderano che Tsukushi sposi qualcuno ricco per aiutare economicamente la famiglia, che spesso si ritrova senza soldi a causa dei continui licenziamenti.
Susumu Makino (牧野 進?, Makino Susumu)
Doppiato da: Takayuki Inoue (ed. giapponese), Fabrizio De Giovanni (ed. italiana)
È il fratello minore di Tsukushi. Frequenta ancora le medie e sta con i genitori ma durante un periodo tra i vari traslochi, rimane a vivere solo con Tsukushi.
Tsubaki Domyoji (道明寺 椿?, Dōmyōji Tsubaki, Geneviève Dolber nell'edizione italiana dell'anime)
Doppiata da: Chiho Ōkawa (ed. giapponese), Patrizia Scianca (ed. italiana)
È la sorella maggiore di Tsukasa, elegante, intelligente e di bell'aspetto. È sposata con un magnate e vive tra Tokyo e Los Angeles. Al posto dei genitori assenti, è lei che ha educato rigorosamente Tsukasa, motivo per il quale i due sono molto legati nonostante lei non esiti a picchiarlo quando non si comporta come dovrebbe. In passato ha frequentato anche lei l'Eitoku e ha vinto il concorso per ragazze delle superiori TOJ. Dai modi audaci, si dimostra protettiva e cordiale nei confronti di Tsukushi e appoggia totalmente la relazione tra quest'ultima e Tsukasa, perché non vorrebbe che al fratello capiti lo stesso destino che è toccato a lei, ovvero sposare una persona per il solo interesse economico tra famiglie. Infatti, nutre ancora dopo anni rancore nei confronti della madre che ha ostacolato la sua storia d'amore con un uomo di basso ceto sociale.
Kaede Domyoji (道明寺 楓?, Dōmyōji Kaede, Maple Dolber nell'edizione italiana dell'anime)
Doppiata da: Mika Doi (ed. giapponese), Valeria Falcinelli (ed. italiana)
È la madre di Tsukasa, nonché direttrice delle Domyoji Enterprises, dal fatturato annuo di decine di miliardi. Come base per gli affari, vive la maggior parte del tempo a New York. Gestisce inoltre la catena dei Maple Hotel sparsi in tutto il mondo. Ha una personalità fredda e spietata, non mostra alcuna forma di compassione e l'unica cosa che conta per lei è il lavoro, tanto che neanche i suoi figli le vogliono bene. Quando scopre che Tsukasa si frequenta con Tsukushi, fa di tutto per separarli perché non vuole che il figlio che erediterà la sua compagnia si affianchi a una ragazza di così bassa classe sociale. Crede che il denaro possa risolvere qualsiasi cosa e utilizza ogni metodo per tenere lontano Tsukasa dalla ragazza, come fece in passato con Tsubaki e il suo ex fidanzato.
Tama (タマ?, Tama)
È l'anziana domestica a capo dell'intera servitù a casa Domyoji, dove lavora da oltre sessant'anni. Da giovane, ai tempi della guerra, quando perse il compagno e non aveva più un luogo dove stare, è stata salvata e assunta dal precedente capo della famiglia Domyoji. Quando Tsukushi va a lavorare come cameriera dai Domyoji, è severa nei suoi confronti ma riconosce la sua tenacia e capacità tanto da non volere che venga messa alla porta dalla signora Kaede.

### Altri personaggi
Makiko Endo (遠藤 真紀子?, Endō Makiko, Elizabeth nell'edizione italiana dell'anime)
Doppiata da: Fūko Misaki (ed. giapponese), Jenny De Cesarei (ed. italiana)
È un'amica che Tsukushi trova all'Eitoku, una delle poche con cui ha legato. Di natura calma e gentile, rimane dispiaciuta quando Tsukushi riceve il cartellino rosso dagli F4 per aver preso le sue difese nello scontro con Tsukasa. Di nascosto senza farsi vedere dagli altri studenti, offre il suo appoggio a Tsukushi.
Thomas (トーマス?, Tōmasu, Helmut nell'edizione italiana dell'anime)
Doppiato da: Yūsuke Oguri (ed. giapponese), Gianluca Iacono (ed. italiana)
È un ragazzo per metà tedesco, amico d'infanzia di Sakurako. Si avvicina a Tsukushi sotto la direzione di Sakurako, che giura vendetta contro gli F4. Più tardi ci ripensa perché tiene alla ragazza e le racconta il vero volto del passato di Sakurako. Nonostante il bel aspetto, ha cattive maniere di galateo.
Seinosuke Amakusa (天草 清之介?, Amakusa Seinosuke)
È uno studente del terzo anno alla Eirin Gakuen. Nato in una famiglia d'élite di politici, dovrebbe diventare il futuro Primo Ministro, ma ha lasciato casa volontariamente per diventare uno chef di sushi. Inizialmente non rivela la sua posizione agiata e Tsukushi lo chiama "Kin-san (di Toyama)" (（遠山の）金さん?, (Tōyama no) Kin-san) perché ha un forte spirito combattivo. S'innamora di Tsukushi perché la trova diversa dalle altre ragazze, ma comprende di non essere corrisposto.
Ayano Kurimaki (栗巻 あや乃?, Kurimaki Ayano)
È un'amica d'infanzia e fidanzata di Seinosuke, studentessa del primo anno alla Eirin Gakuen. È una giovane donna di talento e eleganza. Suo padre lavora come diplomatico presso il Ministero degli Affari Esteri. Dopo aver appreso dell'articolo di Tsukushi e Seinosuke nel nuovo posto di suo padre, è tornata rapidamente dall'estero. Si scontra con Tsukushi durante la Teen of Japan, concorso che decreta la studentessa liceale più bella e completa, per dimostrare di meritare Seinosuke. In futuro supporta Seinosuke, che ha lasciato casa per imparare a fare il sushi in un ristorante.
Junpei Oribe (織部 順平?, Oribe Junpei, Josh nell'edizione italiana dell'anime)
Doppiato da: Hiroki Takahashi (ed. giapponese), Claudio Moneta (ed. italiana)
È un ragazzo famoso nel mondo dello spettacolo, che frequenta l'Eitoku. Per non destare sospetti, nasconde la sua identità a scuola fingendosi un ragazzo qualsiasi. Dietro la sua apparente bontà nei confronti di Tsukushi, si cela un piano di vendetta che mira a colpire la ragazza per distruggere Tsukasa, il quale usò la violenza contro il fratello di Junpei riducendolo in fin di vita.
Nishida (西田?, Nishida)
Doppiato da: Hitoshi Honma (ed. giapponese), Alberto Olivero (ed. italiana)
È il segretario più fidato di Kaede. È una delle poche persone che capisce la signora ed esegue qualsiasi suo ordine.
Matsutaro Yoshimatsu (吉松 松太郎?, Yoshimatsu Matsutarō)
Un giovane che aspira a diventare un artista e vive nel villaggio di pescatori dove si trasferisce per un periodo la famiglia di Tsukushi. Quando Tsukushi torna brevemente a vivere con i genitori, vende mais grigliato in una bancarella insieme a lui. Le piace Tsukushi, ma in realtà ama e aspetta che la sua ex, Rika, torni da lui perché è certo che sarà così. In futuro va in Italia assieme a lei per studiare arte.
Amon Kunisawa (国沢 亜門?, Kunisawa Amon)
Un lavoratore part-time che assomiglia a Tsukasa. Assunto da Kaede per attirare l'attenzione di Tsukushi, si finge il cugino dei Domyoji sotto il nome di Kiyonaga (清永?, Kiyonaga). Sebbene sia un nichilista a cui non piacciono le relazioni romantiche, rimane toccato dalla sincerità di Tsukushi e collabora dietro le quinte per aiutarla a incontrarsi con Tsukasa.
Sara Hinata (日向 更?, Hinata Sara)
È l'amica d'infanzia di Nishikado, nonché suo primo amore. Da bambini i due giocavano spesso insieme. Una volta cresciuti, quando Sara si decise a confessargli i suoi sentimenti, lui non si presentò all'appuntamento perdendo di fatto l'occasione di stare assieme, inconsapevoli di essere innamorati entrambi l'uno dell'altra. Incontrandosi nuovamente anni dopo, si accorgono però che qualcosa è cambiato nel rapporto e scelgono di rimanere soltanto amici. Le piacciono gli snack e ne prova sempre di nuovi.
Umi Nakajima (中島 海?, Nakajima Umi)
È una ragazza ricoverata nello stesso ospedale dove è stato ricoverato Tsukasa. Ha una personalità brillante che piace a tutti e ha molti amici. Tuttavia ignora il pensiero altrui e, di conseguenza, causa malcontento senza volerlo. Per questo motivo, sta piuttosto antipatica a Rui che capisce quanto Tsukushi soffra nel vederla così vicina a Tsukasa. Si innamora di Tsukasa quando lui perde la memoria e non ricorda di Tsukushi, interferendo tra di loro. Quando però apprende la natura violenta e brutale di Tsukasa, ne è spaventata e va via. In seguito risolve e mantiene un rapporto pacifico con Tsukushi.
Urara Aoi (葵 うらら?, Aoi Urara, Geraldine nell'edizione italiana dell'anime)
Doppiata da: Yōko Koyanagi (ed. giapponese), Maddalena Vadacca (ed. italiana)
Appare soltanto nell'anime. È la nuova infermiera che lavora all'Eitoku. È una delle poche insegnanti che si oppone agli F4 e qualche volta la si vede dare dei consigli a Tsukushi.

## Manga
Il manga è stato pubblicato sulla rivista Margaret dall'ottobre 1992 al settembre 2003 e successivamente è stato serializzato in 36 tankōbon per conto della Shūeisha, pubblicati tra l'ottobre 1992 e il gennaio 2004. Nel 1995 l'opera ha vinto il Shogakukan Manga Award nella categoria shōjo. Un ulteriore volume che prosegue dopo il finale è uscito nel giugno 2008, mentre un capitolo aggiuntivo non incluso in alcun volume è stato pubblicato nel 2018 in occasione della 2000ª uscita della rivista Margaret che ha ospitato il manga. L'opera ha ricevuto una ristampa nel 2005 in 20 volumi kanzenban. Dal febbraio 2015 al dicembre 2019 è stato pubblicato un sequel con personaggi diversi, Hana nochi hare: HanaDan Next Season (花のち晴れ ~花男 Next Season~?).
Nel 1º, nel 28º e nel 36º volume sono presenti dei capitoli extra: il primo riguarda personaggi estranei alla storia, il secondo si concentra sulla vita di Nishikado e il terzo sulla vita di Mimasaka. I capitoli presenti nel volume 37, definito special, sono uno riprende e continua le vicende del manga dopo il finale, altri due sono incentrati sulla vita di Hanazawa e il resto sono una dettagliata cronologia della storia e la caratterizzazione dei personaggi; un ulteriore capitolo sulla vita di Hanazawa è stato pubblicato nel fanbook ma non è ambientato nella storia del manga.
In Italia è stato pubblicato da Planet Manga (Panini Comics) inizialmente con i volumi originali divisi a metà, mentre dal 25º (corrispondente al 13º originale) in poi con il formato originale, per un totale di 48 volumi dal luglio 2002 al luglio 2006. Al contrario dell'edizione italiana dell'anime, il manga è rimasto fedele all'originale sia nei nomi dei personaggi che nell'adattamento.

### Volumi
| 1       | 23 ottobre 1992                         | ISBN 4-08-848028-7     | luglio-agosto 2002     |
| 1       | Capitoli 1-5 + Extra                    |                        |                        |
| 2       | 25 gennaio 1993                         | ISBN 4-08-848055-4     | settembre-ottobre 2002 |
| 2       | Capitoli 6-11                           |                        |                        |
| 3       | 25 giugno 1993                          | ISBN 4-08-848103-8     | novembre-dicembre 2002 |
| 3       | Capitoli 12-17                          |                        |                        |
| 4       | 25 agosto 1993                          | ISBN 4-08-848123-2     | gennaio-febbraio 2003  |
| 4       | Capitoli 18-24                          |                        |                        |
| 5       | 25 novembre 1993                        | ISBN 4-08-848153-4     | marzo-aprile 2003      |
| 5       | Capitoli 25-30                          |                        |                        |
| 6       | 25 marzo 1994                           | ISBN 4-08-848193-3     | maggio-giugno 2003     |
| 6       | Capitoli 31-37                          |                        |                        |
| 7       | 24 giugno 1994                          | ISBN 4-08-848223-9     | luglio-agosto 2003     |
| 7       | Capitoli 38-44                          |                        |                        |
| 8       | 22 settembre 1994                       | ISBN 4-08-848253-0     | settembre-ottobre 2003 |
| 8       | Capitoli 45-51                          |                        |                        |
| 9       | 25 gennaio 1995                         | ISBN 4-08-848295-6     | novembre-dicembre 2003 |
| 9       | Capitoli 52-58                          |                        |                        |
| 10      | 25 maggio 1995                          | ISBN 4-08-848343-X     | gennaio-febbraio 2004  |
| 10      | Capitoli 59-65                          |                        |                        |
| 11      | 25 agosto 1995                          | ISBN 4-08-848383-9     | marzo-aprile 2004      |
| 11      | Capitoli 66-71                          |                        |                        |
| 12      | 24 novembre 1995                        | ISBN 4-08-848423-1     | maggio-giugno 2004     |
| 12      | Capitoli 72-77                          |                        |                        |
| 13      | 25 marzo 1996                           | ISBN 4-08-848475-4     | luglio 2004            |
| 13      | Capitoli 78-83                          |                        |                        |
| 14      | 25 settembre 1996                       | ISBN 4-08-848549-1     | agosto 2004            |
| 14      | Capitoli 84-90                          |                        |                        |
| 15      | 25 novembre 1996                        | ISBN 4-08-848572-6     | settembre 2004         |
| 15      | Capitoli 91-97                          |                        |                        |
| 16      | 25 febbraio 1997                        | ISBN 4-08-848611-0     | ottobre 2004           |
| 16      | Capitoli 98-104                         |                        |                        |
| 17      | 25 luglio 1997                          | ISBN 4-08-848677-3     | dicembre 2004          |
| 17      | Capitoli 105-111                        |                        |                        |
| 18      | 24 ottobre 1997                         | ISBN 4-08-848716-8     | gennaio 2005           |
| 18      | Capitoli 112-118                        |                        |                        |
| 19      | 25 febbraio 1998                        | ISBN 4-08-848766-4     | febbraio 2005          |
| 19      | Capitoli 119-125                        |                        |                        |
| 20      | 25 maggio 1998                          | ISBN 4-08-848805-9     | marzo 2005             |
| 20      | Capitoli 126-132                        |                        |                        |
| 21      | 23 ottobre 1998                         | ISBN 4-08-848870-9     | aprile 2005            |
| 21      | Capitoli 133-139                        |                        |                        |
| 22      | 25 febbraio 1999                        | ISBN 4-08-847023-0     | maggio 2005            |
| 22      | Capitoli 140-146                        |                        |                        |
| 23      | 25 giugno 1999                          | ISBN 4-08-847074-5     | giugno 2005            |
| 23      | Capitoli 147-153                        |                        |                        |
| 24      | 25 ottobre 1999                         | ISBN 4-08-847126-1     | luglio 2005            |
| 24      | Capitoli 154-160                        |                        |                        |
| 25      | 25 febbraio 2000                        | ISBN 4-08-847178-4     | agosto 2005            |
| 25      | Capitoli 161-167                        |                        |                        |
| 26      | 23 giugno 2000                          | ISBN 4-08-847232-2     | settembre 2005         |
| 26      | Capitoli 168-174                        |                        |                        |
| 27      | 25 ottobre 2000                         | ISBN 4-08-847288-8     | ottobre 2005           |
| 27      | Capitoli 175-181                        |                        |                        |
| 28      | 23 marzo 2001                           | ISBN 4-08-847349-3     | novembre 2005          |
| 28      | Capitoli 182-186 + Extra 2              |                        |                        |
| 29      | 25 giugno 2001                          | ISBN 4-08-847380-9     | dicembre 2005          |
| 29      | Capitoli 187-193                        |                        |                        |
| 30      | 25 ottobre 2001                         | ISBN 4-08-847428-7     | gennaio 2006           |
| 30      | Capitoli 194-200                        |                        |                        |
| 31      | 25 febbraio 2002                        | ISBN 4-08-847470-8     | febbraio 2006          |
| 31      | Capitoli 201-207                        |                        |                        |
| 32      | 25 giugno 2002                          | ISBN 4-08-847514-3     | marzo 2006             |
| 32      | Capitoli 208-214                        |                        |                        |
| 33      | 25 novembre 2002                        | ISBN 4-08-847568-2     | aprile 2006            |
| 33      | Capitoli 215-221                        |                        |                        |
| 34      | 25 marzo 2003                           | ISBN 4-08-847608-5     | maggio 2006            |
| 34      | Capitoli 222-228                        |                        |                        |
| 35      | 25 luglio 2003                          | ISBN 4-08-847646-8     | giugno 2006            |
| 35      | Capitoli 229-235                        |                        |                        |
| 36      | 23 gennaio 2004                         | ISBN 4-08-847702-2     | luglio 2006            |
| 36      | Capitoli 236-241 + Extra 3              |                        |                        |
| Special | 25 giugno 2008                          | ISBN 978-4-08-846305-6 | 27 settembre 2009      |
| Special | Capitoli 242 + Extra 4-5 + Treasure Box |                        |                        |

## Anime

Logo originale della serie

L'anime, prodotto dalla Toei Animation, è composto da 51 episodi, andati in onda su TV Asahi dall'8 settembre 1996 al 31 agosto 1997. È stato successivamente raccolto in 12 VHS e 9 DVD, questi ultimi usciti in unico BOX il 21 maggio 2006. La serie TV non narra tutte le vicende che accadono nel manga (al tempo della trasmissione ancora in corso) e presenta differenze verso gli ultimi episodi.
In Italia è stato acquistato da Mediaset intorno al 1998-1999 per essere mandato in onda su Italia 1, ma non più trasmesso fino al luglio 2004 sull'emittente televisiva Italia Teen Television. La versione italiana presenta diverse censure, e i nomi dei personaggi sono diversi rispetto a quelli originali. Per riempire i momenti di silenzio, sono stati inseriti frequenti pensieri fuori campo della protagonista. Inoltre, sempre nell'adattamento italiano, Tsukushi rivela in ogni episodio di star scrivendo un romanzo basato sulle vicende della storia (da qui il titolo italiano), fatto completamente assente nella versione originale. I numerosi tagli di scene hanno fatto sì che gli episodi 13 e 32 non siano stati mai mandati del tutto in onda, inglobando spezzoni di episodio a quelli precedenti o successivi.

### Episodi
| Nº | Titolo italiano Giapponese 「Kanji」 - Rōmaji - Traduzione letterale                                                                   | In onda           | In onda        |
| Nº | Titolo italiano Giapponese 「Kanji」 - Rōmaji - Traduzione letterale                                                                   | Giapponese        | Italiano       |
| 1  | Il bruco diventa farfalla 「宣戦布告！」 - Sensen fukoku! – "Dichiarazione di guerra!"                                                 | 8 settembre 1996  | 5 luglio 2004  |
| 2  | Menzogne di un sorriso 「ノーブランドの女！」 - Nō burando no onna! – "Ragazza senza marca!"                                           | 15 settembre 1996 | 6 luglio 2004  |
| 3  | Il romanzo della mia vita 「傷ついたりしない！」 - Kizutsuitari shinai! – "Non mi farò del male!"                                      | 22 settembre 1996 | 7 luglio 2004  |
| 4  | L'amico ritrovato 「パンピーな二人！」 - Panpī na futari! – "I due ordinari!"                                                          | 29 settembre 1996 | 8 luglio 2004  |
| 5  | Il mare nei tuoi occhi 「彼とあたしとアイツ」 - Kare to atashi to aitsu – "Lui, io e quello"                                           | 6 ottobre 1996    | 9 luglio 2004  |
| 6  | Notte di magia 「一夜のシンデレラ」 - Ichiya no Shinderera – "Cenerentola per una notte"                                               | 13 ottobre 1996   | 10 luglio 2004 |
| 7  | Un cuore dischiuso 「恋のアタミナイト」 - Koi no Atami Naito – "Notte d'amore ad Atami"                                                | 20 ottobre 1996   | 11 luglio 2004 |
| 8  | L'amara verità 「新学期の悪夢！！」 - Shingakki no akumu!! – "L'incubo del nuovo semestre!!"                                           | 27 ottobre 1996   | 12 luglio 2004 |
| 9  | Il prezzo della gelosia 「道明寺司・キレル!」 - Dōmyōji Tsukasa: kireru! – "Tsukasa Domyoji: scatto!"                                  | 10 novembre 1996  | 13 luglio 2004 |
| 10 | Non tornerò sui miei passi 「すべてを捨てる女性」 - Subete wo suteru josei (hito) – "La donna che ha rinunciato a tutto"               | 17 novembre 1996  | 14 luglio 2004 |
| 11 | La malinconia 「愛は大空の彼方へ」 - Ai wa ōzora no kanata he – "L'amore è oltre il cielo"                                             | 24 novembre 1996  | 15 luglio 2004 |
| 12 | Una girandola di emozioni 「デート！？雪の表参道」 - Dēto!? Yuki no Omotesandō – "Appuntamento!? Omotesandō nevoso"                    | 1º dicembre 1996  | 16 luglio 2004 |
| 13 | 「はやすぎる恋の展開」 - Hayasugiru koi no tenkai – "Lo sviluppo di un amore troppo veloce"                                            | 8 dicembre 1996   | non trasmesso  |
| 14 | Il gelido cuore 「桜子の隠された秘密」 - Sakurako no kakusareta himitsu – "Il segreto nascosto di Sakurako"                            | 15 dicembre 1996  | 17 luglio 2004 |
| 15 | Non rinunciare mai… 「とっとと消えな！！」 - Tottoto kiena!! – "Sparisci subito!!"                                                     | 22 dicembre 1996  | 18 luglio 2004 |
| 16 | Un cuore perfido 「あたしを信じて！」 - Atashi wo shinjite! – "Credi a me!"                                                            | 29 dicembre 1996  | 19 luglio 2004 |
| 17 | Un sogno d'autunno 「やっとつかまえた」 - Yatto tsukamaeta – "Finalmente ti ho preso"                                                  | 5 gennaio 1997    | 20 luglio 2004 |
| 18 | Tiepidi sentimenti 「俺とつきあわない？」 - Ore to tsukiawanai? – "Non esci con me?"                                                   | 12 gennaio 1997   | 21 luglio 2004 |
| 19 | Le tue parole nei miei pensieri 「さざめく胸の小鳥」 - Sazameku mune no kotori – "Un uccellino su un petto pulsante"                   | 19 gennaio 1997   | 22 luglio 2004 |
| 20 | Con il mare nel cuore 「裏切りの熱い夜」 - Uragiri no atsui yoru – "La calda notte del tradimento"                                     | 26 gennaio 1997   | 23 luglio 2004 |
| 21 | Il prezzo del perdono 「キスの罪と罰」 - Kisu no tsumi to batsu – "Crimine e punizione di un bacio"                                    | 2 febbraio 1997   | 24 luglio 2004 |
| 22 | Danzerei nel tuo sorriso 「戸惑いの初デート！」 - Tomadoi no hatsu dēto! – "Un confuso primo appuntamento!"                            | 9 febbraio 1997   | 25 luglio 2004 |
| 23 | Pensieri ed emozioni 「道明寺椿あらわる！」 - Dōmyōji Tsubaki arawaru! – "Appare Tsubaki Domyoji!"                                     | 16 febbraio 1997  | 26 luglio 2004 |
| 24 | La realtà di una vendetta 「愛の嵐！学園追放！？」 - Ai no arashi! Gakuen tsuihō!? – "Tempesta d'amore! Espulsi dalla scuola!?"        | 23 febbraio 1997  | 27 luglio 2004 |
| 25 | La partita più importante 「二人・それぞれの愛」 - Futari: sorezore no ai – "Due persone: l'amore di ciascuno"                         | 2 marzo 1997      | 28 luglio 2004 |
| 26 | Dolce malinconia 「眠れない二人の夜！」 - Nemurenai futari no yoru! – "La notte insonne dei due!"                                      | 9 marzo 1997      | 29 luglio 2004 |
| 27 | Le ali del destino 「道明寺、Ｎ.Ｙへ！！」 - Dōmyōji, Nyū Yōku he!! – "Domyoji, a New York!!"                                          | 16 marzo 1997     | 30 luglio 2004 |
| 28 | Un destino avverso 「つくし、カナダへ！！」 - Tsukushi, Kanada he!! – "Tsukushi, in Canada!!"                                          | 23 marzo 1997     | 31 luglio 2004 |
| 29 | Il mio cuore nella tempesta 「アイツのぬくもり！」 - Aitsu no nukumori! – "Il suo calore!"                                             | 30 marzo 1997     | 1º agosto 2004 |
| 30 | Un timido respiro 「友だち、いらない？」 - Tomodachi, iranai? – "Un amico, ne hai bisogno?"                                            | 6 aprile 1997     | 2 agosto 2004  |
| 31 | Non volevo ferirti 「衝撃！二度目の赤札」 - Shōgeki! Nidome no akafuda – "Scioccante! Il secondo cartellino rosso"                     | 13 aprile 1997    | 3 agosto 2004  |
| 32 | 「道明寺は⋯ 来ない？」 - Dōmyōji wa… konai? – "Domyoji… non viene?"                                                                    | 20 aprile 1997    | non trasmesso  |
| 33 | Gli occhi di Josh 「いつか笑える日」 - Itsuka waraeru hi – "Il giorno in cui rideremo"                                                 | 27 aprile 1997    | 4 agosto 2004  |
| 34 | Forse un giorno 「俺の大事な女です！」 - Ore no daiji na onna desu! – "Lei è la mia preziosa ragazza!"                                 | 4 maggio 1997     | 5 agosto 2004  |
| 35 | Chi sarà? 「恋の逃避行！？」 - Koi no tōhikō!? – "Una fuga d'amore!?"                                                                  | 11 maggio 1997    | 6 agosto 2004  |
| 36 | Trascinata lontano 「司の母の密かな企み」 - Tsukasa no haha no hisokana takurami – "Il complotto segreto della madre di Tsukasa"       | 18 maggio 1997    | 7 agosto 2004  |
| 37 | Senza amore 「仕組まれた対決！」 - Shikumareta taiketsu! – "Resa dei conti pianificata!"                                               | 25 maggio 1997    | 8 agosto 2004  |
| 38 | Sarà vero amore? 「調教してあげる！！」 - Chōkyō shite ageru!! – "Ti alleno io!!"                                                      | 1º giugno 1997    | 9 agosto 2004  |
| 39 | Per il cuore di Thomas 「魔のトライアングル」 - Ma no toraianguru – "Il triangolo del diavolo"                                         | 8 giugno 1997     | 10 agosto 2004 |
| 40 | Chi vincerà la battaglia del mio cuore? 「恋の引き際・分岐点」 - Koi no hikigiwa bunkiten – "Il punto di rottura dell'amore"           | 15 giugno 1997    | 11 agosto 2004 |
| 41 | Una nuova vita! 「新しい日々の始まり」 - Atarashii hibi no hajimari – "L'inizio di nuovi giorni"                                       | 22 giugno 1997    | 12 agosto 2004 |
| 42 | Un cielo di stelle 「バッタリ！Ｗデート」 - Battari! Daburu dēto – "Sorpresa! Doppio appuntamento"                                     | 29 giugno 1997    | 13 agosto 2004 |
| 43 | Un cuore infranto 「心の傷は深くて重い」 - Kokoro no kizu wa fukakute omoi – "La ferita nel cuore è profonda e pesante"                | 6 luglio 1997     | 14 agosto 2004 |
| 44 | Segreti sussurrati 「おまえじゃダメだ！」 - Omae ja dame da! – "Non sei tu!"                                                           | 13 luglio 1997    | 15 agosto 2004 |
| 45 | Ascolta il tuo cuore 「素直になれば？」 - Sunao ni nareba? – "Se fossi onesta?"                                                        | 20 luglio 1997    | 16 agosto 2004 |
| 46 | Calma prima della tempesta 「ハリケーン接近中！！」 - Harikēn sekkin-chū!! – "L'uragano si avvicina!!"                                 | 27 luglio 1997    | 17 agosto 2004 |
| 47 | Una ragazza stupefacente 「転校生・滋の波紋！」 - Tenkōsei Shigeru no hamon! – "L'onda d'urto della studentessa trasferitasi Shigeru!" | 3 agosto 1997     | 18 agosto 2004 |
| 48 | Non tornerò più 「留学するしかない？！」 - Ryūgaku suru shikanai?! – "Non c'è altro che studiare all'estero?!"                         | 10 agosto 1997    | 19 agosto 2004 |
| 49 | Trionfa l'amore 「二人の新しい関係」 - Futari no atarashii kankei – "Il nuovo rapporto dei due"                                        | 17 agosto 1997    | 20 agosto 2004 |
| 50 | Sempre con te 「もうおしまいにしよ」 - Mou oshimai ni shiyo – "Finiamola ormai"                                                        | 24 agosto 1997    | 21 agosto 2004 |
| 51 | Il nostro amore per sempre! 「ネバーエンディング」 - Nebāendingu – "Senza fine"                                                        | 31 agosto 1997    | 22 agosto 2004 |

### Sigle
Sigla di apertura
- Futsū no nichiyōbi ni (普通の日曜日に?), di Tomohiko Kikuta

Sigla di chiusura
- Kenka no ato de… (ケンカのあとで⋯?), di Tomohiko Kikuta (ep. 1-32)
- Todoku kana (届くかな?), di CaYOCO (ep. 33-51)

Sigla di apertura e di chiusura italiana
La sigla italiana Mille emozioni tra le pagine del destino per Marie Yvonne, scritta da Alessandra Valeri Manera con la musica di Max Longhi e Giorgio Vanni ed interpretata da Cristina D'Avena, presenta un arrangiamento completamente diverso e viene usata sia in apertura che in chiusura; la musica nei titoli di coda viene erroneamente accreditata a Franco Fasano. Il brano è stato poi incluso in alcuni album della cantante, ovvero Fivelandia 22 (2004).

## Film
Nel 1997 è stato prodotto un film, diretto da Shigeyasu Yamauchi. Uscito l'8 marzo 1997, è stato poi distribuito in VHS e incluso nei DVD della serie principale. Il film racconta una storia alternativa, riprendendo soltanto i personaggi dalla serie.
A New York, Tsukushi è una apprendista ballerina che, per mantenersi economicamente, fa le pulizie nel teatro in cui si esibiscono i famosi e talentuosi ballerini Tsukasa e Rui, e in cui lavorano dietro le quinte Kazuya e Makiko. Quando durante le prove di uno spettacolo Sakurako si fa male a una gamba, Tsukasa trova in Tsukushi la sostituta ideale a seguito di ripetute lezioni di ballo.

## CD
Prima ancora della serie animata, nel 1993 è uscito un CD Book con protagonista Rui invece di Tsukushi. I doppiatori sono diversi da quelli che in seguito lavoreranno all'anime.
Tra il 1996 e il 1997 sono stati pubblicati diversi CD e raccolte, sia di image song che di OST. Alcune canzoni contenute negli album possono essere trovate anche in CD non strettamente legati alla serie e nelle discografie personali dei doppiatori dell'anime.

## Libri e romanzi

### Light novel
Sono state pubblicate una serie di light novel da Shimako Iwai, con Yōko Kamio in qualità di illustratrice. Composta da 15 volumi, sono state pubblicate con l'etichetta Cobalt Bunko di Shūeisha dal marzo 1994 al febbraio 1998.

### Art book
1. Yōko Kamio, Hana yori dango FF Flower boys×Fighting girls (花より男子FF Flower boys×Fighting girls?), Shūeisha Girls Comics, 24 ottobre 2003, ISBN 4-08-847654-9.[45]

## Dorama
Nel 2005 è uscita in Giappone la prima serie live action ispirata all'opera con il titolo di Hana yori dango, formata da nove episodi, per la regia di Yasuharu Ishii, Yamamuro Ooho e Osamu Katayama.
Nel 2007 è stata tratta la seconda serie, di undici episodi, intitolata Hana yori dango 2 e sempre con gli stessi protagonisti.
Il 27 giugno 2008 esce nei cinema giapponesi un film, sempre con i medesimi attori, denominato Hana yori dango final. Un sequel completamente distaccato dal manga che dà una svolta alla storia donandole l'elemento "giallo", che porta i protagonisti in giro per il mondo alla ricerca di una preziosa tiara di famiglia, rubata una sera da un misterioso ladro. I brani del film sono One Love di Arashi e KissHug di Aiko.
Nel 2009 esce la versione sudcoreana ispirata al manga, intitolata Kkotboda namja, formata da 25 episodi totali.
Dalla stessa opera sono stati tratti anche un film giapponese uscito nel 1995 (con Yūki Uchida nel ruolo di Tsukushi Makino e Shōsuke Tanihara nel ruolo di Tsukasa Domyoji) e tre serie televisive prodotte e girate in Taiwan, con la differenza di avere i personaggi di nazionalità cinese ed essere ambientate all'università (Liu xing hua yuan, Liu xing hua yuan II e Liu xing yu).
Nel 2021 è stata prodotta una versione tailandese della serie chiamata "F4 Thailand" prodotta da gmmtv nota casa di produzione televisiva tailandese con protagonisisti Tu Tontawan Tantivejakul come Goja protagonista della serie e:  Bright Vachirawit Chiva-aree, Dew Jirawat Sutivanichsak, Win Metawin Opas-iamkajorn e Nani Hirunkit Changkham nel ruolo degli F4

## Musical
In Giappone è stato messo in scena nel 2016 un musical basato sulla serie. Degli spettacoli ne è stata realizzata anche una versione in Corea del Sud nel 2017.